# Caraibodesmus formosus
Caraibodesmus formosus är en mångfotingart som först beskrevs av Pocock 1894.  Caraibodesmus formosus ingår i släktet Caraibodesmus och familjen Chelodesmidae. Inga underarter finns listade i Catalogue of Life.